# 7grani
 (juin 2023).
7grani est un groupe musical italien, originaire de Bizzarone. Actif depuis 2003, il est formé par les trois frères Settegrani : Fabrizio, Mauro et Flavio.

## Histoire
Le premier album du groupe s'intitule A spasso coi tempi, qui reçoit des critiques négatives en Italie. Cependant, le groupe se fait connaître l'année suivante, lorsque, grâce à l'autopromotion via le web, certaines chansons de l'album entrent dans les charts ou les rotations radio dans plusieurs pays internationaux.
Au cours de l'été 2012, ils sont les auteurs de la phrase d'accroche Liberalasedia, une chanson écrite pour demander la démission du président de la région Lombardie, Roberto Formigoni,. En 2013, ils sortent Neve diventeremo, un album dédié à la mémoire de l'Holocauste et de la Résistance, qui contient à la fois des titres inédits et des reprises de chansons déjà connues comme Auschwitz, La Guerra di Piero et Gioia e rivoluzione, ainsi que le single homonyme.

## Membres
- Fabrizio Settegrani - voix, guitare, claviers
- Mauro Settegrani - guitare
- Flavio Settegrani - basse

## Discographie

### Albums studio
- 2006 : A spasso coi tempi
- 2011 : Di giorno e di notte
- 2013 : Neve diventeremo

### Singles
- 2010 : Neve diventeremo
- 2010 : Faccia da sospetto
- 2012 : Liberalasedia
- 2012 : Caminante
- 2021 : Bietto Song (feat. Bietto)
- 2021 - 60 cent (feat. Ginghi Ginghi)